# Karin Kienhuis
Karin Kienhuis, née le 24 février 1971 à Almelo, est une judokate néerlandaise.

## Palmarès international en judo
| Championnats d'Europe | Championnats d'Europe | Championnats d'Europe |
| Année                 | Médaille              | Catégorie             |
| --------------------- | --------------------- | --------------------- |
| 2003                  | bronze                | –72 kg                |
| 2006                  | argent                | –72 kg                |
| 2007                  | bronze                | –72 kg                |
| 2008                  | argent                | –70 kg                |